# FK Zlatibor Čajetina
FK Zlatibor Čajetina (cyr. Фудбалски клуб Златибор) – serbski klub piłkarski, mający siedzibę w Čajetinie, w zachodniej części kraju, grający w rozgrywkach Srpska Liga Zapad.

## Historia
Chronologia nazw:
- 1945: FK Zlatibor Čajetina

Klub piłkarski FK Zlatibor został założony w Čajetinie w 1945 roku. Zespół występował w niższych ligach regionalnych mistrzostw Jugosławii.
Po rozpadzie Jugosławii, a potem Serbii i Czarnogóry w 2008 została założona Zlatiborska okružna liga (D5). Od sezonu 2008/2009 zespół startował w Zlatiborskiej okružnej lidze. W sezonie 2010/11 debiutował w Zonskiej lidze Drina. Po dwóch latach klub spadł z powrotem do ligi okręgowej. W 2014 po wygraniu okręgówki wrócił do Zonskiej ligi Drina. W sezonie 2015/16 zespół zwyciężył w lidze i awansował do Srpskiej Ligi Zapad. Sezon 2017/18 zakończył na pierwszym miejscu, zdobywając awans do Prvej ligi Srbije. W sezonie 2019/20 został mistrzem Prvej ligi i uzyskał promocję do Super ligi Srbije.

## Barwy klubowe, strój
|  |  |

Klub ma barwy żółto-zielone. Zawodnicy domowe spotkania zazwyczaj grają w białych koszulkach, białych spodenkach oraz białych getrach.

## Sukcesy

### Trofea międzynarodowe
Nie uczestniczył w rozgrywkach europejskich (stan na 31-05-2020).

### Trofea krajowe
| \| \| Zdobyte trofea w rozgrywkach Serbii (stan na: 31-08-2020) \| |                                                           |      |          |
| Rozgrywki                                                          | Osiągnięcie                                               | Razy | Sezon(y) |
| Mistrzostwo                                                        | I miejsce                                                 | 0    |          |
| Mistrzostwo                                                        | II miejsce                                                | 0    |          |
| Mistrzostwo                                                        | III miejsce                                               | 0    |          |
| Mistrzostwo                                                        | ?.miejsce                                                 | 1    | 2020/21  |
| Puchar                                                             | zdobywca                                                  | 0    |          |
| Puchar                                                             | finalista                                                 | 0    |          |
| Puchar                                                             | 1/8 finału                                                | 1    | 2017/18  |
| II liga                                                            | I miejsce                                                 | 1    | 2019/20  |
| II liga                                                            | II miejsce                                                | 0    |          |
| II liga                                                            | III miejsce                                               | 0    |          |
| Serbia                                                             | Zdobyte trofea w rozgrywkach Serbii (stan na: 31-08-2020) |      |          |

- Srpska Liga Zapad (D3):
  - mistrz (1x): 2017/18

## Poszczególne sezony

### Rozgrywki międzynarodowe

#### Europejskie puchary
Nie uczestniczył w rozgrywkach europejskich.

### Rozgrywki krajowe
| \| Serbia \| Bilans występów klubu w rozgrywkach piłkarskich Serbii (Stan na 31 sierpnia 2020 r.) \| \| |                                                                                      |        |       |   |   |   |    |    |     |                      |        |        |      |
| Poziom                                                                                                  | Rozgrywki                                                                            | Sezony | Mecze | Z | R | P | B+ | B– | Pkt | Lata                 | Awanse | Spadki | Naj. |
| I | Super liga Srbije                                                                    | 1      |       |   |   |   |    |    |     | 2020–                | 0      | 0      | ?    |
| II | Prva liga Srbije                                                                     | 2      |       |   |   |   |    |    |     | 2018–2020            | 1      | 0      | 1    |
| III | Srpska Liga Zapad                                                                    | 2      |       |   |   |   |    |    |     | 2016–2018            | 1      | 0      | 1    |
| IV | Zonska liga Drina                                                                    | 4      |       |   |   |   |    |    |     | 2010–2012, 2014–2016 | 1      | 1      | 1    |
| V | Zlatiborska okružna liga                                                             | 4      |       |   |   |   |    |    |     | 2008–2010, 2012–2014 | 2      | 0      | 1    |
| | Puchar Serbii                                                                        | 1      |       |   |   |   |    |    |     | 2017–                | 0      | 0      | 1/4  |
| Serbia                                                                                                  | Bilans występów klubu w rozgrywkach piłkarskich Serbii (Stan na 31 sierpnia 2020 r.) |        |       |   |   |   |    |    |     |                      |        |        |      |

## Struktura klubu

### Stadion
Klub piłkarski rozgrywa swoje mecze domowe na stadionie Švajcarija w Zlatiborze o pojemności 1040 widzów.

### Derby
- FK Budućnost Arilje
- FK Sloboda Užice
- FK Sloga Požega